# Zone importante pour la conservation des oiseaux
Pour les articles homonymes, voir Zico (homonymie) et IBA.

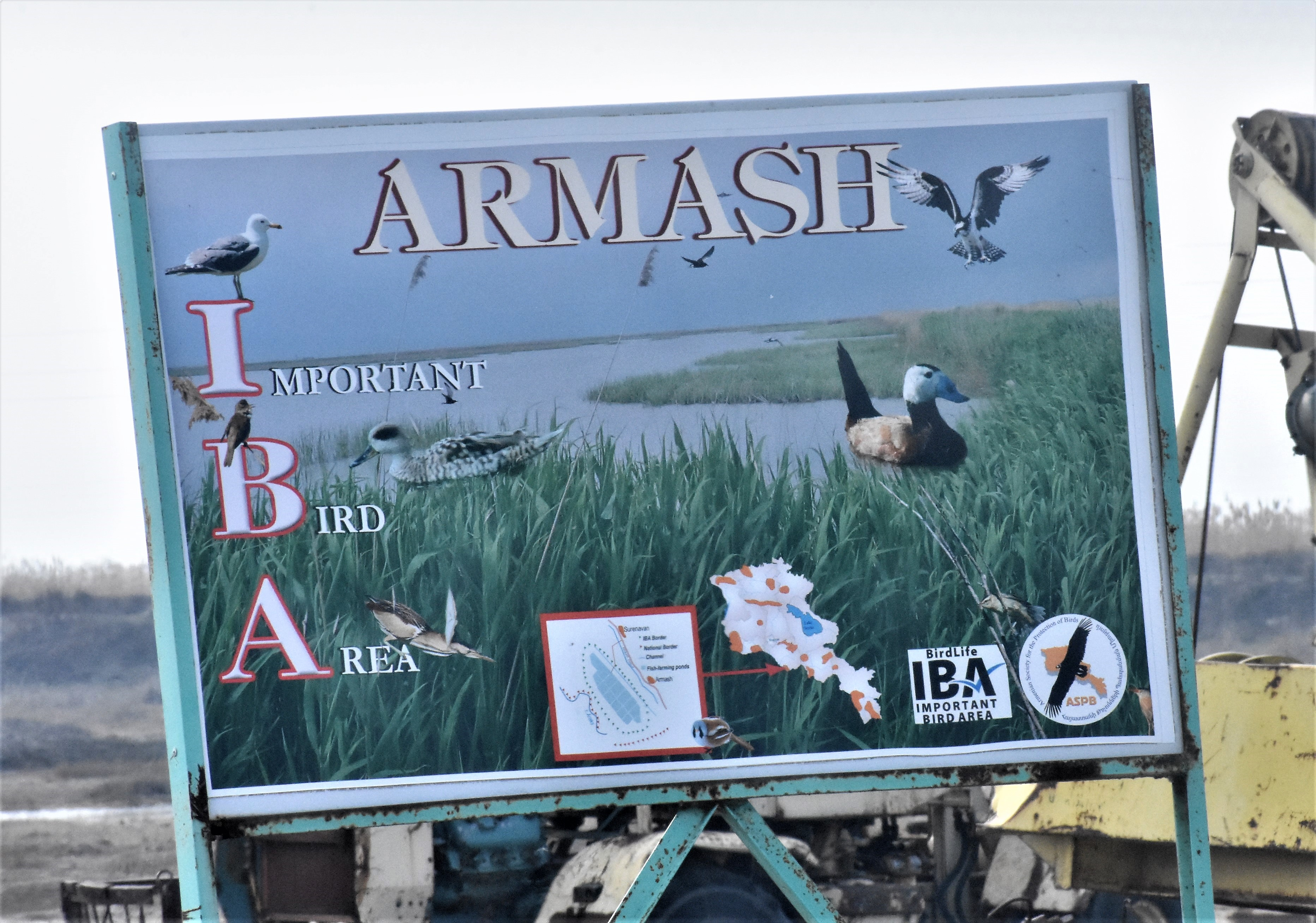
Un exemple de zone importante pour la conservation des oiseaux en Arménie.

Logo du BirdLife International

L'expression zone importante pour la conservation des oiseaux (ZICO en français, IBA en anglais pour Important Bird Area), renvoie à un inventaire scientifique dressé en application d'un programme international de Birdlife International visant à recenser les zones les plus favorables pour la conservation des oiseaux sauvages.
Dans l'Union européenne, ZICO peut aussi signifier zone d'intérêt communautaire pour les oiseaux ou zone d'importance communautaire pour les oiseaux (ZICO).
En 1979, les états européens ont lancée la directive oiseaux, celle-ci impose aux états de créer des aires protégées pour la conservation des populations d'oiseaux, mais elle permet de dévoiler des lacunes importantes dans les connaissances des zones à protéger. Birdlife International et Wetlands International ont alors proposés leur aide dans l'identification des zones d'intérêt, aux neuf États-membres que comptait alors l'Union européenne. Les premières listes de ZICO, produites dans les années 1980, ont donc concernées les pays européens.Puis à partir des années 1990, le programme s'est progressivement étendu dans d'autres zones géographiques.

## Histoire
En 1979, l'Union européenne (UE) publie la directive oiseaux qui vise à protéger les oiseaux, son article 4 impose, notamment, la création de zones de protection spéciale (ZPS). Les États-membres se sont alors tournés vers des experts scientifiques pour identifier les zones les plus intéressantes à protéger. 
694 sites sont d'abord proposés par Birdlife International et Wetlands International dans les neuf États de l'UE, en 1981. En 1989, est publié le premier ouvrage de référence par Richard Grimmet et T.A. Jones « Important Bird Areas in Europe », les auteurs y identifient 1700 zones à protéger dans la communauté économique européenne et 2700 zones recensées dans l'ensemble du continent. À cette date, 700 sites ont été classées ZPS. 
Les États sont libres dans leur méthodologie pour désigner des ZPS. Les listes de ZPS ont cependant été validées par l'UE, a-postériori, sur la base de publications scientifiques, entre autres les inventaires de « zones importante pour la conservation des oiseaux » produite par Birdlife International. Ça a aussi été le cas pour les nouveaux états entrants dans l'union européenne, qui ont présentés des listes de sites natura 2000 dans le cadre de leur adhésion.
Depuis le lancement de ce concept par l'ONG Birdlife international, de nombreuses associations de protection de la nature, ou des experts ornithologues indépendants ont référencé et décrit des « Zones importante pour la conservation des oiseaux » ( Important Bird Areas en anglais) à travers la majorité des pays du monde.
En 1993, une liste des ZICO a été publiée pour le moyen-orient, avec 389 sites dans 14 pays.
Un programme pour l'identification de zones importantes pour la conservation des oiseaux sur le continent africain, a démarré en 1993, avec le recrutement d'un chargé de projet (qui travaillera à Cambridge). En 2000, 18 pays participent au programme et une première liste des IBA a été publiée.

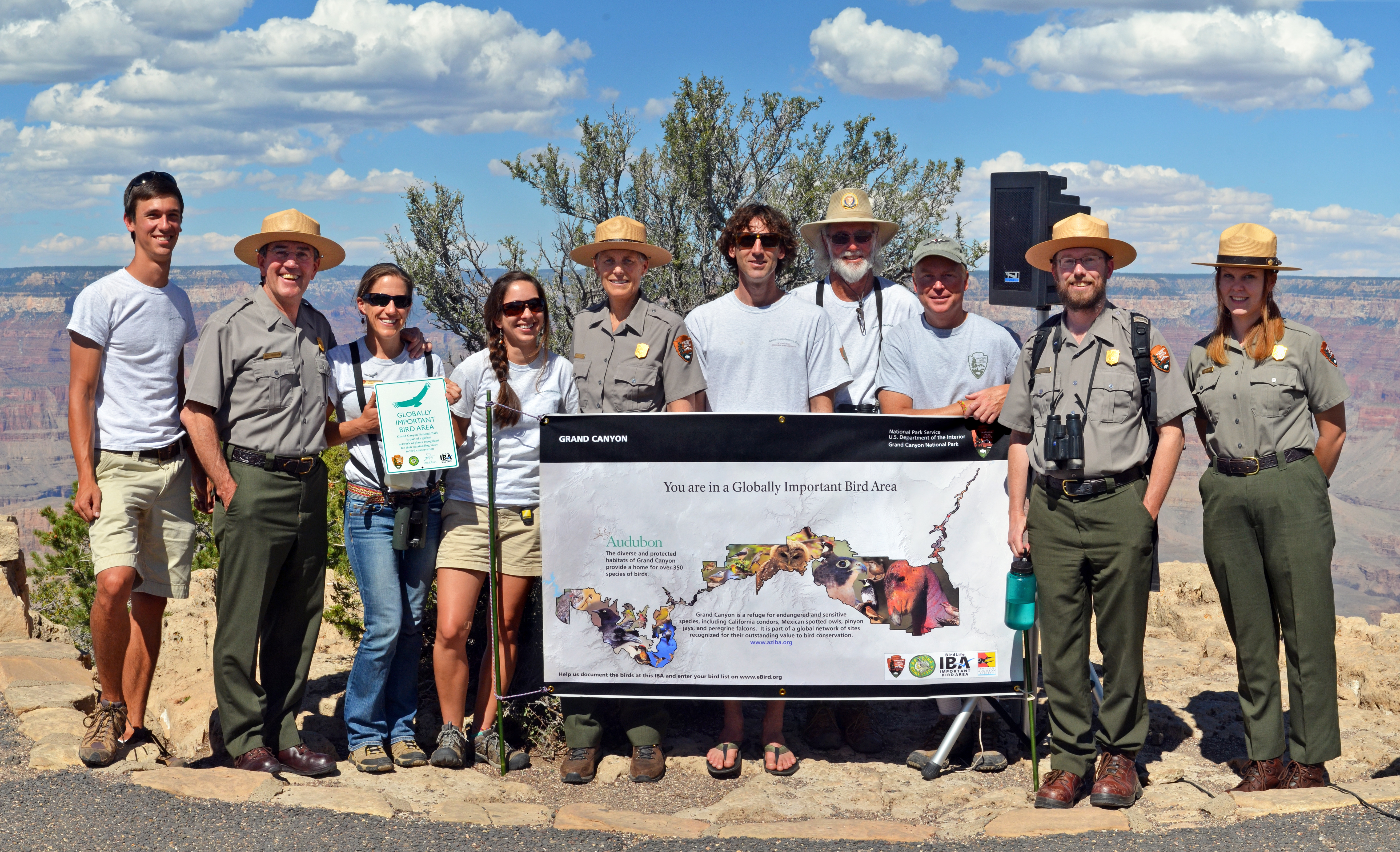
Cérémonie à l'occasion de l'inscription du parc national du Grand Canyon comme ZICO, en 2014.

La « American bird conservacy (en) » et la « Société nationale Audubon », les partenaires de Birdlife international aux États-Unis, ont commencées a identifier des IBA en 1995. En 1996, Au Canada, « Nature Canada » et « Études Oiseaux Canada » leur ont emboité le pas et lancé un programme d'identification des ZICO au Canada. La première liste de ZICO pour le Mexique, contenant 226 sites, a été publiée en 2000.
En 2014, les Important bird areas ont été renommées Important bird and biodiversity areas.

## Critères d'identification
En 2018, plus de 13 000 zones importantes pour la conservation des oiseaux, à l'échelle mondiale ou régionale, ont été identifiées sur la base de critères stricts et quantifiables, sur un total de 10 746 zones atteignant les critères d'importance mondiale :
- 68 % abritent des populations d'espèces en danger à l'échelle planétaire ;
- 25,4 % abritent des espèces à répartition géographique restreintes ;
- 27,5 % sont des habitats pour des espèces spécialistes de biotope particuliers ;
- 50,3 % accueil des espèces grégaires, par exemple de grandes concentrations d'oiseaux migrateurs, d'oiseaux côtiers ou d'oiseaux de mer ;

Plus de la moitié des zones identifiées cochent plusieurs critères d'importance.
Les critères de sélection font intervenir des seuils chiffrés, en nombre de couples pour les oiseaux nicheurs et en nombre d’individus pour les oiseaux migrateurs et hivernants.
Début 2021, plus de 13 000 sites étaient répertoriées, dans 200 pays [sic], territoires ou en mer. Ainsi les ZICO couvrent 7 % des continents et 2% des mers du globe.
Les ZICO ont pour objectif de servir de base aux États pour établir de nouvelles aires protégées.

## Exemple de la France
En France en particulier, le ministère de l'Écologie, a chargé en 1979, le museum national d'histoire naturelle et la ligue pour la protection des oiseaux d'identifier les sites qui pourraient devenir des ZPS,. Ainsi, en 1994, la LPO et le MNHN ont publié une liste de 285 sites (pour 4,7 millions d'hectares). Ces sites sont parfois qualifiés de « zone d'intérêt communautaire pour les oiseaux », bien qu'aucune définition légale n'existe, cette liste n'est plus complétée et n'a pas de valeur juridique en tant que telle.
Début 2021, la France comptait 277 ZICO au sens de Birdlife (sur 97 135 Km2). À la même date, il existait 403 ZPS en France, qui s'étendent sur une aire totale de 163 661 Km2.